# جان گرنت
جان گرنت (انگلیسی: John Grant؛ زادهٔ ۱۸۹۱) فوتبالیست اهل بریتانیا است.
از باشگاه‌هایی که در آن بازی کرده‌است می‌توان به باشگاه فوتبال آرسنال، باشگاه فوتبال جنوا، و باشگاه فوتبال ساوتپورت اشاره کرد.